# Frederick Arthur Bridgman

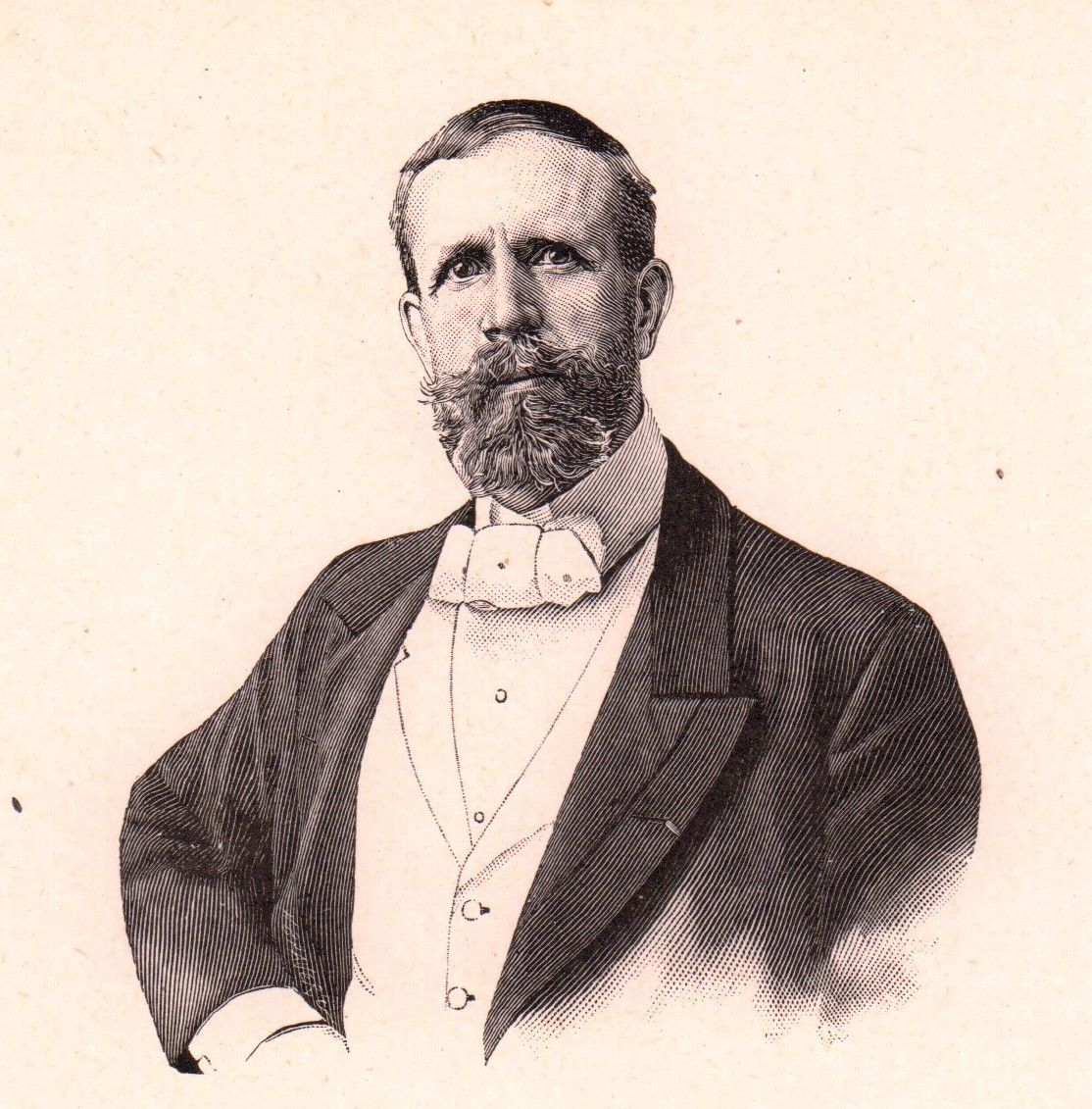
Frederick Arthur Bridgman

Frederick Arthur Bridgman (* 10. November 1847 in Tuskegee, Alabama; † 13. Januar 1928 in Rouen, Frankreich) war ein US-amerikanischer Maler des Orientalismus, Zeichner, Musiker und Schriftsteller.

## Leben

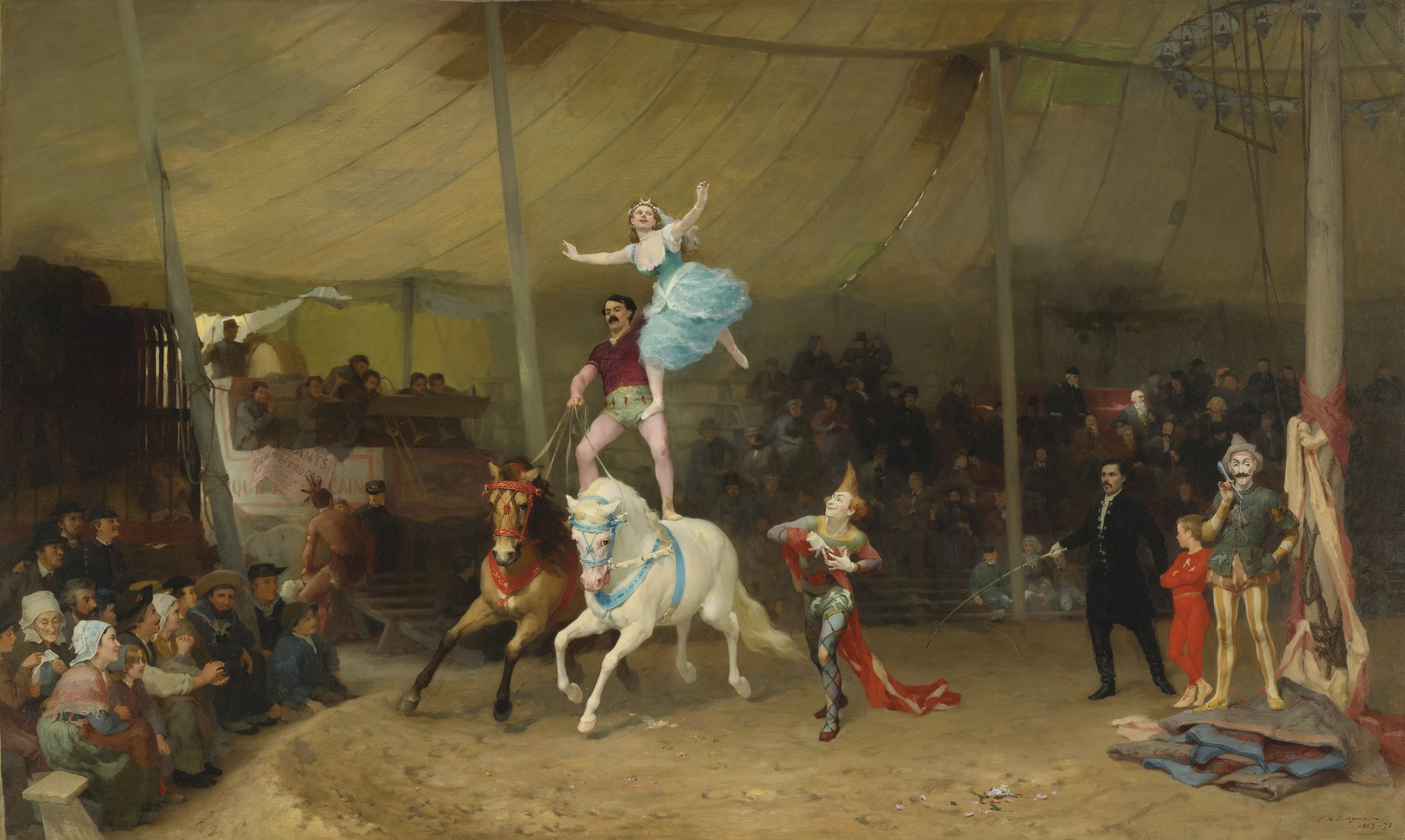
A Provincial Circus / Un cirque en province (1870), Privatsammlung

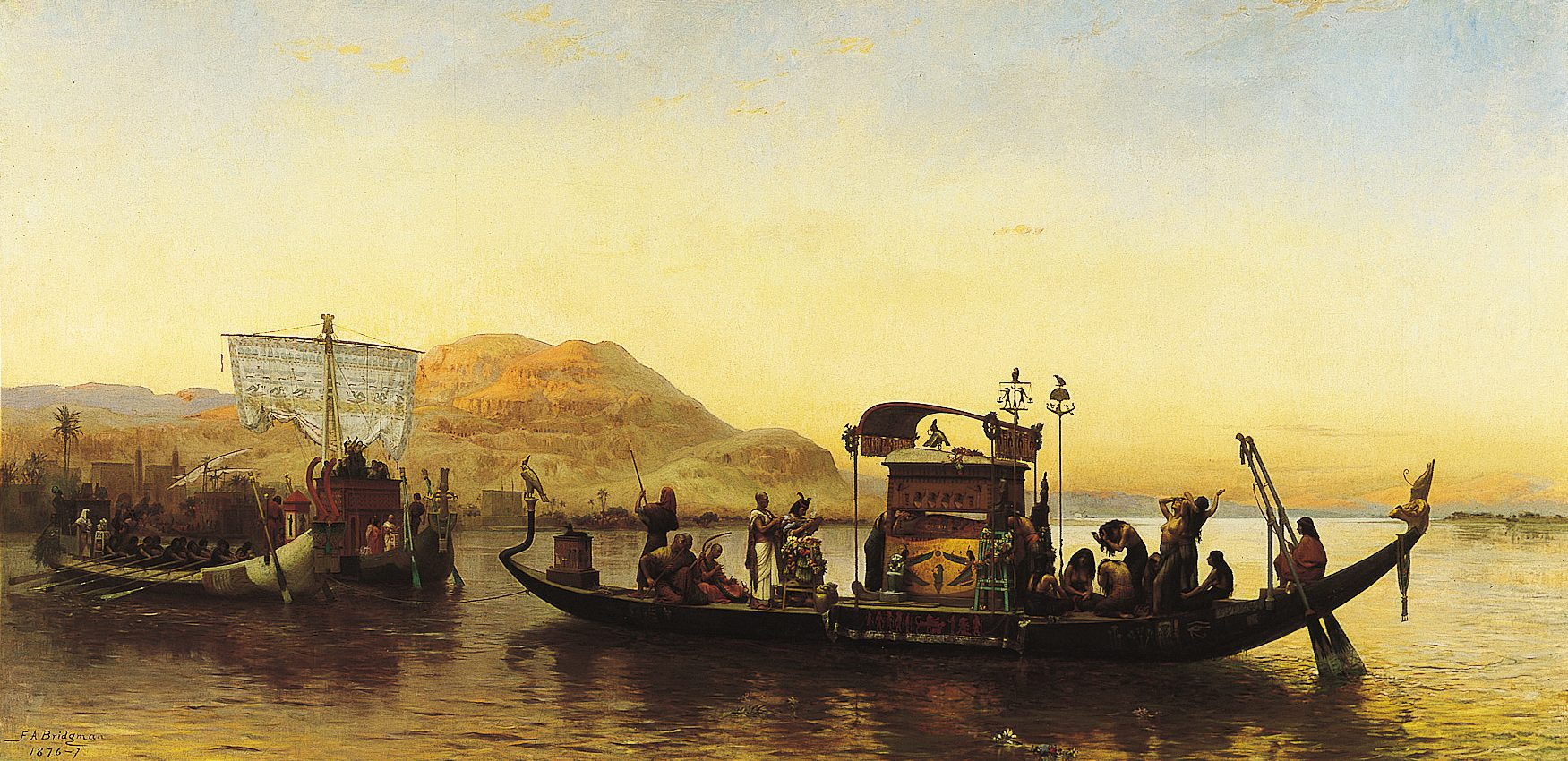
The Funeral of a Mummy on the Nile (um 1877), Speed Art Museum, Louisville

Bridgman wurde in Alabama geboren und war der Sohn eines Arztes. Als sein Vater 1850 starb, ging die Mutter mit den zwei Söhnen nach New York. Dort begann Bridgman 1864 bei der American Banknote Company eine Lehre als Graveur. Parallel dazu wurde er Schüler an der Brooklyn Art Association (BAA) und später an der National Academy of Design.
Bereits im darauffolgenden Jahr hatte Bridgman mit einem Bild in der Ausstellung der BAA einen so großen Erfolg, dass sich einige Geschäftsleute bereitfanden, ihn zu fördern. Bridgman kündigte und ging 1866 nach Frankreich. Seine erste Station war Pont-Aven (Bretagne), wo er sich mit Robert Wylie und dessen Kreis befreundete. Von Herbst 1866 bis Herbst 1870 war Bridgman in Paris Schüler von Jean-Léon Gérôme, durch den er den Orientalismus für sich entdeckte; einige Wochen im Sommer verbrachte er aber immer bei Wylie in der Bretagne. Im Atelier von Gérôme machte Bridgman auch bald die Bekanntschaft von Thomas Eakins, Harry Humphry Moore und Earl Shinn. Bridgmans erste Ausstellung in Paris fand 1870 im Salon de Paris statt, sein Gemälde Un cirque en province wurde zu einem großen Erfolg.
Der Deutsch-Französische Krieg unterbrach Bridgmans Karriere und zwang ihn ins Exil; erst in die Bretagne, später dann nach Spanien. Von dort aus unternahm er seine erste Studienreise durch Nordafrika und kehrte im Frühjahr 1873 nach Paris zurück. Bereits im Winter 1873/74 unternahm er eine weitere Reise: Zusammen mit Charles Sprague Pearce, einem Schüler von Léon Bonnat, ging er im Dezember 1873 nach Kairo und unternahm eine ausgedehnte Nilreise. Während dieser Reise entdeckte Bridgman die Fotografie für sich; neben vielen Zeichnungen und Gemälden brachte er auch hunderte von Fotografien als Ausbeute mit nach Hause. Nachdem er 1974 nach Paris zurückgekehrt war, entstanden in den Folgejahren zahlreiche orientalistische Ölgemälde auf Basis der auf seinen Reisen angefertigten Skizzen, Zeichnungen und Fotografien. 
1877 stellte er sein wohl bekanntestes Bild The Funeral of a Mummy on the Nile im Salon de Paris aus. Das Bild war unter den Ausstellungsgästen äußerst beliebt, wurde von James Gordon Bennett junior erworben und begründete damit nun endgültig seinen Erfolg als Künstler. 1881 stellte er über 300 seiner Werke in New York aus und wurde als Mitglied in die National Academy of Design aufgenommen.

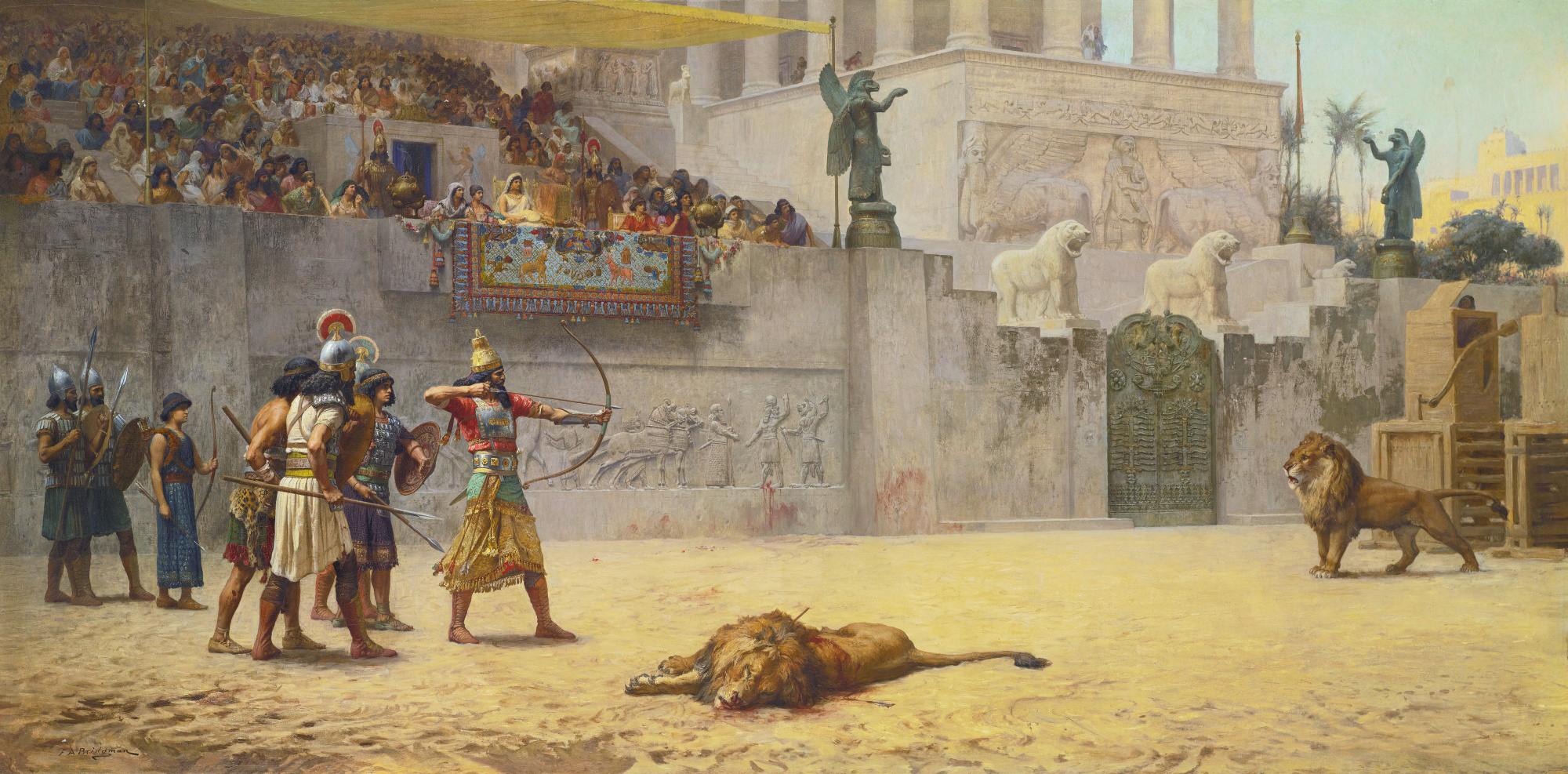
The Diversion of an Assyrian King (1878), Privatsammlung

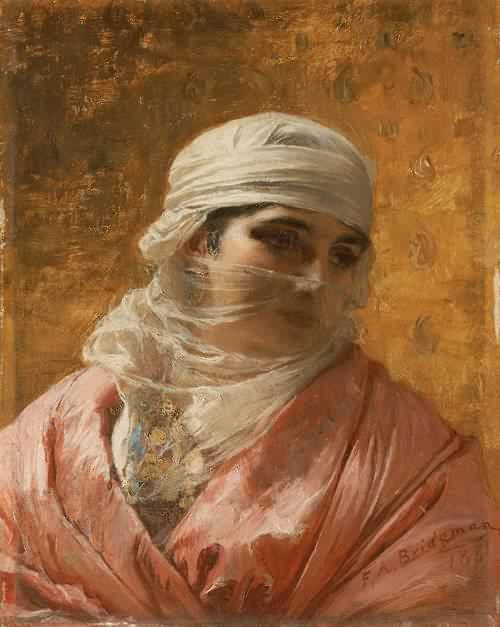
A Circassian (1881), Museum of Fine Arts, Boston

Im Jahr 1877 heiratete er in Paris Florence Mott Baker aus Boston. Da seine Ehefrau nervenleidend wurde, verbrachte das Ehepaar den Winter 1885/86 in Algier, da dort das Klima der Ehefrau zuträglicher schien. 1889 veröffentlichte er das Buch Winters in Algeria mit Erinnerungen und zahlreichen Holzschnitt-Illustrationen aus seinen Reisen nach Nordafrika. Einer der größten Erfolge seiner Künstlerkarriere war die Teilnahme an der Weltausstellung von 1889, bei der er mit fünf Gemälden vertreten war.
1901 starb seine Ehefrau an ihren Nervenleiden. Nach einer dreijährigen Trauerzeit heiratete Bridgman in zweiter Ehe Marthe Yaeger. Nach dem Ersten Weltkrieg begann sein Ruhm zu verblassen. Bridgman malte zwar immer noch, konnte aber nicht mehr an seine alten Erfolge anknüpfen. Mit seiner Ehefrau zog er sich nach Lyons-la-Forêt (Normandie) zurück und starb im Alter von 80 Jahren 1928 in Rouen.
Bridgman interessierte sich nicht sehr für Politik, anhand seiner Briefe ist aber zu erkennen, dass er mit der Kolonialpolitik Frankreich nicht einverstanden war. Als akademischer Maler bewunderte er die Impressionisten Édouard Manet und Pierre-Auguste Renoir. Zusammen mit Edwin Lord Weeks ist Bridgman ein wichtiger Vertreter der „Orientalisten“ der amerikanischen Schule.

## Ehrungen
- 1907 – Offizier der Ehrenlegion

## Werke (Auswahl)
- Nachmittag in Algier
- Die Spanierin
- Der Orangenverkäufer
- Die Rückkehr
- In der Kasbah
- Winters in Algeria (mit Holzschnitten illustrierte Reiseerinnerungen, erschienen 1889)